# Jones Law

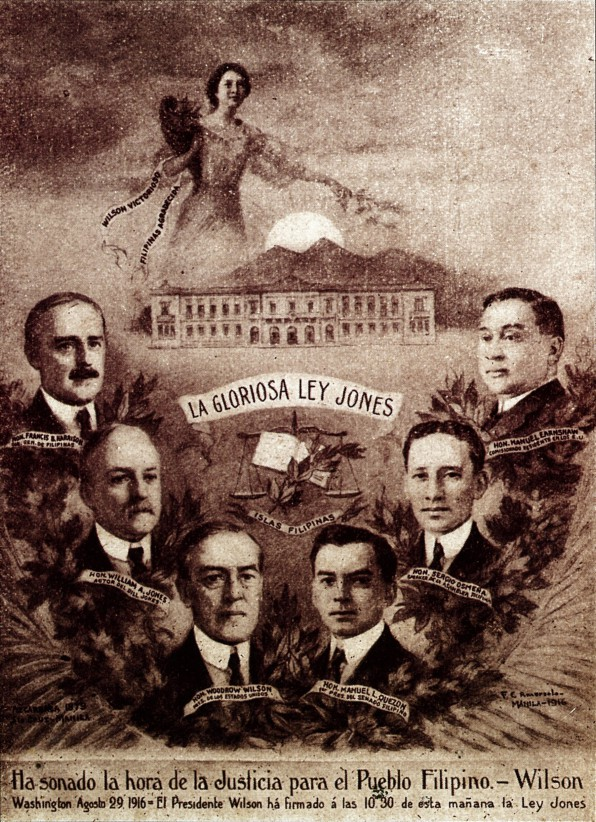
Jones Law

De Jones Act, Jones Law of de Act of Congress of August 29, 1916, ook bekend als de Philippine Autonomy Act of 1916, verving de Philippine Organic Act of 1902 die diende als het begin van de Filipijnse Grondwet nadat de eilandengroep van Spanje overgedragen was aan de Verenigde Staten door het ondertekenen van het Verdrag van Parijs. Het zorgde voor een kader waarin de Filipijnen een autonome overheid konden opzetten als voorbereiding op de onafhankelijkheid die hen geschonken zou worden door de Verenigde Staten. Dit zorgde ook voor de oprichting van een tweekamerstelsel in de Filipijnen met een Senaat en een Huis van Afgevaardigden.
De Jones Act, goedgekeurd door het 64e Congres van de Verenigde Staten op 29 augustus 1916, bevatte de eerste formele en officiële verklaring van de Verenigde Staten dat de Filipijnen de onafhankelijkheid zou geschonken worden. De wet stelde dat onafhankelijkheid zou toegekend worden zodra "een stabiele regering opgericht is", wat de regering van de Verenigde Staten de macht gaf om te beslissen wanneer die "stabiele regering" zou zijn geïnstalleerd. De wet trachtte de Filipijnen een ruimere binnenlandse autonomie te geven, hoewel een zeker aantal privileges aan de Verenigde Staten werden toegekend om hun soevereine rechten en belangen te behouden.

## Evolutie van de wet
Met het idee in het achterhoofd dat het uiteindelijke doel voor de Filipijnen volledige onafhankelijkheid was, zei president Theodore Roosevelt al zo vroeg als 1901: "we hopen voor hen te doen wat nog nooit gedaan is voor geen enkel volk van de tropen - ze klaar te maken voor zelfbestuur zoals in de echte vrije staten." Vanwege de Amerikaanse publieke opinie, die ervan overtuigd was dat de Amerikaanse aanwezigheid in de Filipijnen ongewenst en duur was, concludeerde Roosevelt in 1907: "we zullen bereid moeten zijn om de eilanden in minder of meerdere mate een onafhankelijkheid toe te kennen, veel sneller dan volgens mij aan te raden is."
Tijdens de verkiezingscampagne voor de verkiezingen van 1912 die hem Amerikaans president zouden maken, zei Woodrow Wilson: "de Filipijnen zijn onze huidige grens maar ik hoop op dit moment dat we die grens kunnen doen terugvallen." Zelfs voor de verkiezingen van 1912 trachtte Congreslid William Atkinson Jones, voorzitter van het U.S. House Committee on Insular Affairs, een wetsvoorstel te lanceren dat een datum plakte op de onafhankelijkheid van de Filipijnen. Toen Jones vertraagde, ontwierp Manuel Quezon, op dat moment een van de twee Filipijnse Resident Commissioners in het Amerikaans Huis van Afgevaardigden, de eerste van wat uiteindelijk de twee 'Jones Bills' zouden worden. Met een Republikeinse meerderheid in de Senaat en William Howard Taft als president had de wet op dat moment echter weinig kans om aangenomen te worden. Na de verkiezing van Woodrow Wilson als president en diens benoeming van Francis Burton Harrison als voorzitter van de Philippine Commission en Gouverneur-Generaal van de Filipijnen, ontwierp Quezon een tweede Jones Bill in het voorjaar van 1914. President Wilson had Quezon gewaarschuwd voor zijn vijandigheid tegenover een vaste datum voor onafhankelijkheid en Quezon geloofde dat deze wet genoeg flexibiliteit bezat om Wilson gerust te stellen.

## Deel van de wet
Gesteund door Harrison, Amerikaans staatssecretaris van Defensie Lindley Garrison en Wilson zelf, werd de eerste wet goedgekeurd in het Huis van Afgevaardigden in oktober 1913 en ging toen naar de Senaat. Na geamendeerd te worden in de Senaat en verdere veranderingen door een congressioneel comité werd de uiteindelijke versie van de wet getekend door president Wilson op 29 augustus 1916.

## Overige wijzigingen
Het belangrijkste deel van de wet had betrekking op de oprichting van een volledig Filipijns zelfbestuur. De wet bepaalde ook de oprichting van de Filipijnse Senaat ter vervanging van de Philippine Commission.